# All That I Want
El álbum All That I Want (Todo lo que quiero, traducida al español) es una producción de la banda Planetshakers, consistió en un CD y un DVD en vivo en la conferencia anual de Planetshakers en enero de 2005.

## Temas
- Running After You (5:01).
- Need You In My Life (4:39).
- Everything's Changed (3:50).
- All That I Want (5:00).
- Here I Am (7:39).
- Could I Ever (4:15).
- All of My Days (6:16).
- Come To Praise (5:06).
- Perfect Day (4:19).
- Big (5:28).
- Enter In (6:41).
- Holy Is The Lord (8:07).
- Rain Down (9:32).